# آرام‌اس بریتانیا
آرام‌اس بریتانیا (به انگلیسی: RMS Britannia) یک کشتی است که طول آن ۲۰۷ فوت (۶۳ متر) می‌باشد. این کشتی در سال ۱۸۴۰ ساخته شد.